# EI Весов
EI Весов (лат. EI Librae), HD 138672 — двойная затменная переменная звезда типа Алголя (EA) в созвездии Весов на расстоянии приблизительно 1111 световых лет (около 341 парсека) от Солнца. Видимая звёздная величина звезды — от +10,5m до +9,5m. Орбитальный период — около 1,9869 суток.

## Характеристики
Первый компонент — белая звезда спектрального класса A2 или A3/7. Эффективная температура — около 6096 К.
Второй компонент — жёлто-белая звезда спектрального класса F5/8.